# Spirocamallanus iheringi
Spirocamallanus iheringi är en rundmaskart som först beskrevs av Travassos, et al 1928.  Spirocamallanus iheringi ingår i släktet Spirocamallanus och familjen Camallanidae. Inga underarter finns listade i Catalogue of Life.